# 惠庭站

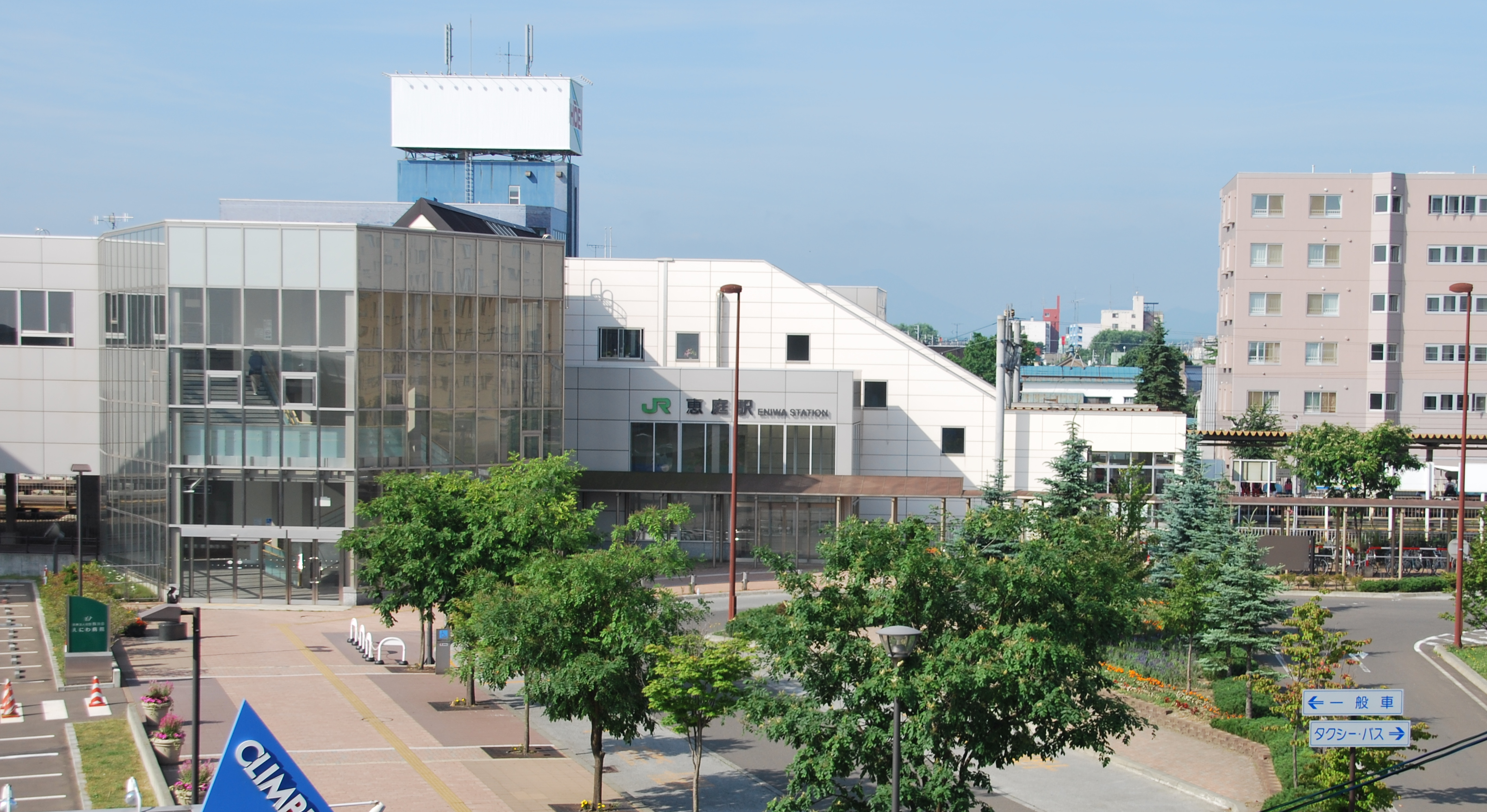
東口（2012年7月）

惠庭站（日语：／ Eniwa eki */?）是一個位於北海道惠庭市相生町，屬於北海道旅客鐵道（JR北海道）千歲線的鐵路車站。是惠庭市的代表站。車站編號是H10。電報略號是エニ。「北斗」、「超級北斗」、「鈴蘭」等的特急列車不停靠，曾經有急行「千歲」停靠，現在只有快速「機場」所有列車停靠。
站名來自所在城市名，源自阿伊努語的「e-en-iwa」（很尖的山）。2019年8月1日起，加入副站名「北海道文教大學前」，為首批起用副站名的JR北海道車站。

## 車站結構

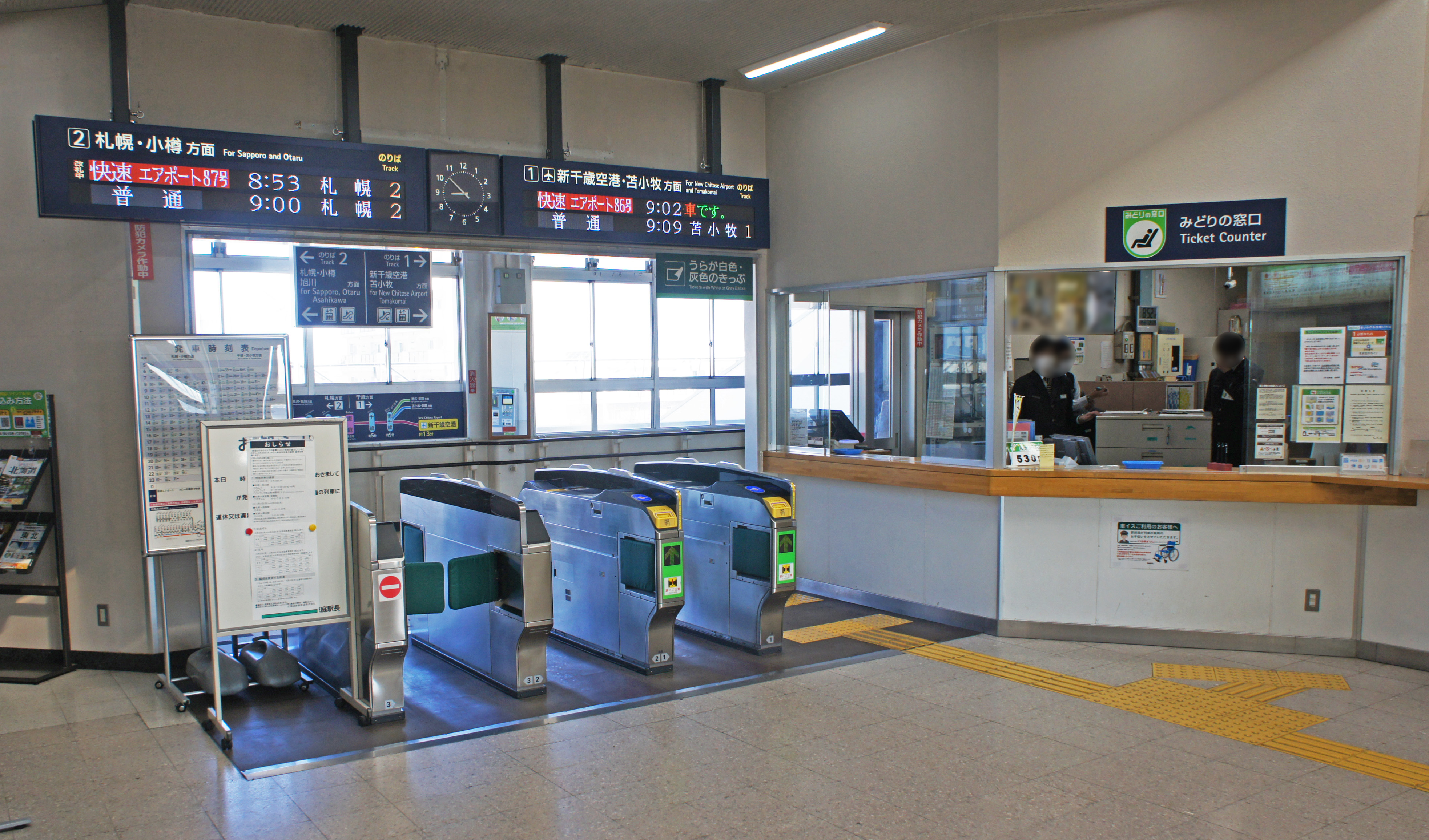
驗票口（2020年3月）

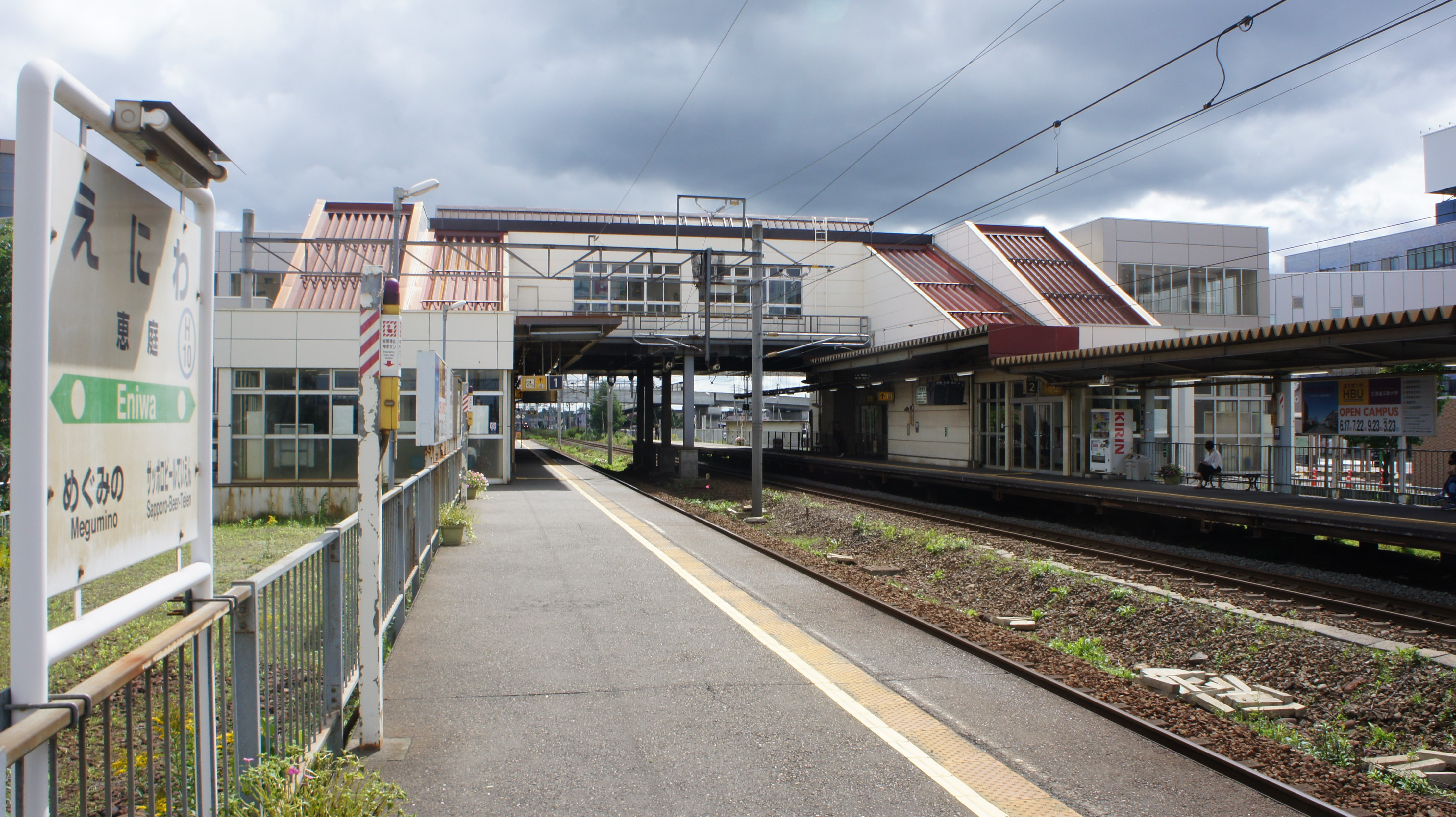
月台（2018年9月）

本站為對向式2面2線的跨站式站房。島松站管理，車站業務委托北海道JR服務網絡的業務委託站，設有綠窗口（營業時間5時35分－23時30分）、自動售票機、自動閘機、扶手電梯、升降機、KIOSK。

### 月台配置
| 月台 | 路線    | 方向 | 目的地                       |
| ---- | ------- | ---- | ---------------------------- |
| 1    | ■千歲線 | 上行 | 千歲、新千歲機場、苫小牧方向 |
| 2    | ■千歲線 | 下行 | 札幌、手稻、小樽方向         |

## 使用情況
根據《惠庭市統計書》，近年的各年度上車人次推移如下表。
| 年度               | 上車人次 | 來源  |
| ------------------ | -------- | ----- |
| 2001年（平成13年） | 11,841   | [ 4 ] |
| 2002年（平成14年） | 14,016   | [ 4 ] |
| 2003年（平成15年） | 14,991   | [ 4 ] |
| 2004年（平成16年） | 16,053   | [ 4 ] |
| 2005年（平成17年） | 17,739   | [ 4 ] |
| 2006年（平成18年） | 18,998   | [ 5 ] |
| 2007年（平成19年） | 1,994    | [ 6 ] |
| 2008年（平成20年） | 2,072    | [ 6 ] |
| 2009年（平成21年） | 2,140    | [ 6 ] |
| 2010年（平成22年） | 2,239    | [ 6 ] |
| 2011年（平成23年） | 2,396    | [ 6 ] |
| 2012年（平成24年） | 2,460    | [ 7 ] |
| 2013年（平成25年） | 2,532    | [ 7 ] |
| 2014年（平成26年） | 2,567    | [ 7 ] |
| 2015年（平成27年） | 2,615    | [ 7 ] |
| 2016年（平成28年） | 2,639    | [ 7 ] |

## 相鄰車站
北海道旅客鐵道（JR北海道）
■千歲線
■特别快速「機場」
通过
■快速「機場」
千歲（H13）－惠庭（H10）－北廣島（H07）
■普通
長都（H12）－*札幌啤酒庭園（H11）－惠庭（H10）－惠野（H09）
*:一部分列車通過札幌啤酒庭園站。

### 來源
1. ↑  曽根悟（監修）. 朝日新聞出版分冊百科編集部（編集） , 编. . 週刊朝日百科. 24号 石勝線・千歳線・札沼線. 朝日新聞出版. 2009-12-27: 18–21.
2. ↑  . 惠庭市政府.   [2008年3月11日]. （原始内容存档于2008年3月13日） （日语）.
3. ↑  . 北海道キヨスク.   [2017-05-09]. （原始内容存档于2020-08-08）.
4. ↑   (PDF). 平成18年版恵庭市統計書. 恵庭市: 104. 2006  [2018-01-23]. （原始内容 (PDF)存档于2018-01-23）. 外部链接存在于|work= (帮助)
5. ↑   (PDF). 平成19年版恵庭市統計書. 恵庭市. 2007  [2018-01-23]. （原始内容 (PDF)存档于2018-01-23）. 外部链接存在于|work= (帮助)
6. ↑   (PDF). 平成24年版恵庭市統計書. 恵庭市. 2012  [2018-01-23]. （原始内容 (PDF)存档于2018-01-22）. 外部链接存在于|work= (帮助)
7. ↑   (PDF). 平成29年版恵庭市統計書. 恵庭市. 2017  [2018-01-23]. （原始内容 (PDF)存档于2018-01-22）. 外部链接存在于|work= (帮助)

### 報道發表資料
1. ↑   (PDF) (新闻稿). 北海道旅客鉄道. 2019-07-11  [2019-07-11]. （原始内容 (PDF)存档于2019-07-11）.

### 新聞記事
1. 1 2  . 交通新聞 (交通新聞社). 2016-11-14.

## 外部連結
- 恵庭｜駅の情報検索（時刻表・バリアフリー）｜駅・鉄道・旅行｜JR北海道- Hokkaido Railway Company （页面存档备份，存于）